# ぞうのエルマー
『ぞうのエルマー』（Elmer Elephant）は、イギリスの作家デビッド・マッキーによる絵本。
主人公の象エルマーは白、赤、黄色、青、緑、紫、黒などの様々な色がパッチワークのようになったカラフルな体をしている。性格は陽気で楽天的、そしていたずらも好き。他人と違うことの悩み、自分らしさの大切さなどを伝える内容になっている。20か国以上で出版され、日本語訳はきたむらさとしによる。シリーズ19冊がBL出版より刊行されている。その絵のかわいさで人気があり、様々なグッズが発売されている。
作者のデビッド・マッキーは、1935年にイギリスのデボンに生まれ、2022年4月6日にフランスのニースで死去した。